# Keuschheitsprobe

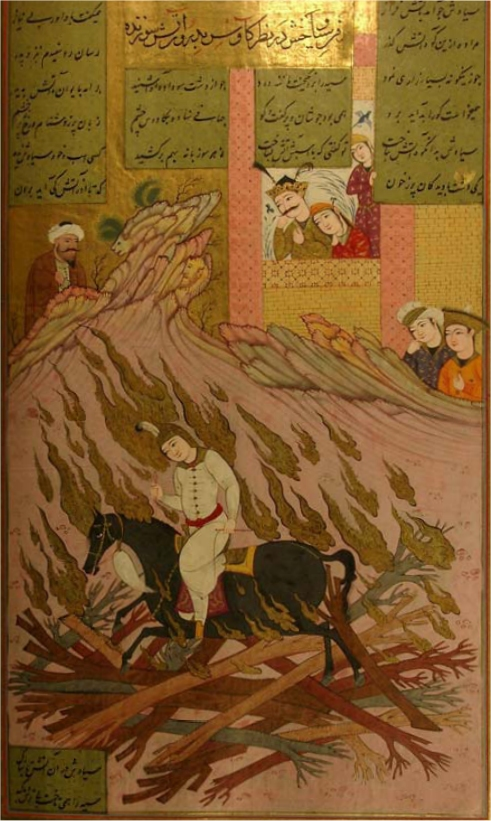
Feuerprobe des Prinzen Siyawasch: Illustration von Riza-yi Musavvir, MS St. Petersburg, Dorn 333, f. 265v, von 1651

Als Keuschheitsprobe bezeichnet man Verfahren zur Prüfung oder zum Beweis dafür, dass eine Person ihre Keuschheit, verstanden als Jungfräulichkeit, geschlechtliche Enthaltsamkeit oder eheliche Treue, bewahrt hat.

## Keuschheitsprobe und Jungfräulichkeitsprüfung
Keuschheitsproben umfassen medizinische, magische und – in der Form des Gottesurteils – rechtliche Verfahren. Sie sind als kultische oder rechtliche Praxis, Element des Volksglaubens oder Motiv der Sage und Literatur in vielen Kulturen verbreitet und gehen einher mit je eigenen physiologischen, moralischen und religiösen Vorstellungen, insbesondere auch mit kulturell geprägten Vorstellungen von den Geschlechterrollen von Mann und Frau.
Für die Prüfung vorehelicher Unberührtheit wurde in älteren Kulturen, wie zum Teil noch heute, nach Blutfluss als Folge des ersten ehelichen Geschlechtsverkehrs gesucht oder man suchte durch Beschauen und Betasten des Unterleibes nach Merkmalen wie Schwellung und Weichheit des Uterus, die in der antiken und mittelalterlichen Medizin als typische Auswirkungen des Geschlechtsverkehrs auf den weiblichen Körper galten.
Daneben finden sich jedoch auch vielfältige andere Verfahren, bezeugt als reale Praxis oder zumindest als Glaubens- oder Erzählmotiv, die geschlechtliche Enthaltsamkeit – sei es vor der Ehe und insofern als Jungfräulichkeit im engeren Sinn, oder während der Ehe (eheliche Treue) oder auch unabhängig von einer Ehe – beweisen oder widerlegen sollten. Sie erscheinen oft als ein Sondertyp der Unschulds- oder Wahrheitsprobe, bei der eine Person durch Gottesurteil oder Magie in ihrer Schuld erwiesen oder als Lügner überführt werden soll. Und sie verbinden sich zum Teil mit der Vorstellung, dass Keuschheit oder Jungfräulichkeit mit besonderen Fähigkeiten einhergehe und sich deshalb am Besitz dieser Fähigkeiten auch die Keuschheit oder Jungfräulichkeit dieser Person erkennen lasse.
Beispiele
- Das 4. Buch Mose schreibt vor, dass eine Frau, die von ihrem Mann der Untreue verdächtigt wird, von einem Priester mithilfe einer Beschwörung und eines Trankes „bitteren, fluchbringenden Wassers“ geprüft werden soll: Ist sie unschuldig, so wird der Trank ihr nicht schaden, ist sie dagegen schuldig, so wird „ihr der Bauch schwellen und die Hüfte schwinden (…), und es wird die Frau zum Fluch werden unter ihrem Volk“. (4. Buch Mose, Kap. 5, 11–28)

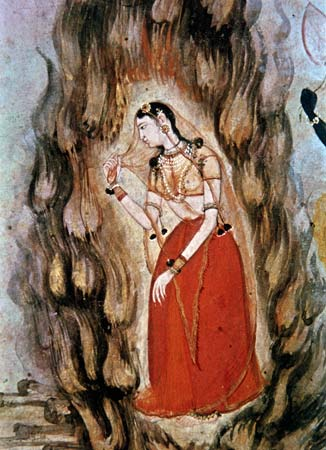
Sita, Heldin des indischen Ramayana, erduldet die Feuerprobe (Mughal von ca. 1600)

- Der Traktat Kethuboth (Von der Ehelichung) des Babylonischen Talmuds erzählt, dass Rabbi Gamaliel II. den Unterschied zwischen einer Jungfrau und einer Nichtjungfrau riechen konnte, indem er sie auf ein Fass mit Wein setzte: bei einer Nichtjungfrau ging der Weingeruch „durch“ (nämlich durch den Mund). Als positiven Nachweis vorehelicher Unberührtheit soll er dieses Verfahren bei einer neuvermählten Frau sogar nachträglich durchgeführt haben, die von ihrem Mann des vorehelichen Geschlechtsverkehrs verdächtigt wurde, weil dieser nach dem eigenen Geschlechtsverkehr mit ihr kein Blut gefunden hatte.[4]

- Im indischen Epos Ramayana, in der Fassung des Dichters Valmiki, entstanden vor dem 2. Jh. nach Christus, wird Sita, die Tochter der Erde und Gattin des göttlichen Königs Rama, von dem Dämonenkönig Ravana geraubt und gefangen gehalten. Als Rama nach ihrer Befreiung an ihrer ehelichen Treue zweifelt und es ablehnt, sie wieder als Gemahlin anzunehmen, wählt sie das Mittel der Feuerprobe, um ihre Treue zu beweisen oder andernfalls in den Tod zu gehen. Sie lässt einen Scheiterhaufen errichten, umschreitet erst Rama und dann den Scheiterhaufen, ruft die göttliche Allwissenheit als Zeugen an und begibt sich schließlich ins Feuer. Ihre Tugend ist jedoch so glühend, dass selbst der Feuergott Agni davon versengt wird, der Sita dann unversehrt an Rama zurückgibt.[5]

- Laut Pausanias (2. Jh.) mussten die Priesterinnen einer Göttin in der achaischen Stadt Bura ab dem Zeitpunkt ihrer Ernennung Keuschheit bewahren und durften zuvor auch nicht mit mehr als einem Mann verheiratet gewesen sein. Zum Beweis, dass sie darüber die Wahrheit sagten, mussten sie einen Becher Stierblut trinken, das sich bei einer Lüge in tödliches Gift verwandelte.[6]

- Achilles Tatios (Ende 2. Jh.) lässt gegen Ende seines Romans Leukippe und Kleitophon (X, 7 ff.) die beiden Heldinnen Leukippe und Melite ihre Keuschheit jeweils in einem Gerichtsverfahren beweisen. Die Ehebrecherin Melite beweist erfolgreich die Wahrheit ihres Schwures, dass sie ihren Ehemann nicht während dessen Abwesenheit betrogen habe (tatsächlich hatte sie ihn erst nach seiner Rückkehr betrogen), indem sie mit einem Amulett um den Hals, auf dem ihr Schwur geschrieben steht, in ein Wasser steigt, das einem Unschuldigen nur bis zum Schenkel, einem Meineidigen aber bis zum Hals reicht. Die Keuschheit der tugendhaften Leukippe wiederum wird erprobt mithilfe einer Höhle, in der sich die Syrinx des Gottes Pan befindet: wird eine Jungfrau dort eingeschlossen, so hört man die Syrinx erklingen, und der Eingang der Höhle öffnet sich der Jungfrau von selbst, die bekränzt mit Fichten heraustritt. Fällt die Probe hingegen negativ aus, so hört man stattdessen einen Schrei, und wenn die Priester die Höhle drei Tage später öffnen, so ist die Probandin nicht mehr zu finden.[7]

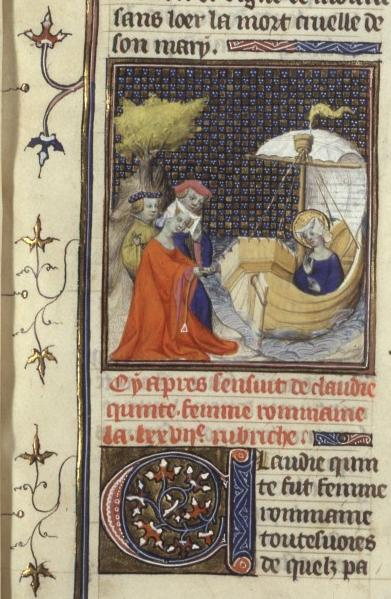
Claudia Quinta: Aus der Handschrift einer französischen Übersetzung von Boccaccios De mulieribus claris, 15. Jh.

- Claudia Quinta, eine römische Matrone, die in den Ruf der Unkeuschheit geraten war, soll im Jahr 204 v. Chr. ihren Ruf durch einen Beweis übermenschlicher Kraft wiederhergestellt haben. Als der heilige Stein der Kybele auf dem Tiber nach Rom verschifft werden sollte und das Schiff wegen Trockenheit an der Tibermündung auf Grund lief, soll sie ein Gebet an die Göttin gerichtet und das Schiff dann eigenhändig aus der Sandbank befreit haben.[8]

- In der Älteren Edda (9.–11. Jh.) erzählt das dritte Gudrun-Lied (Guðrúnarkviða in þriðja), dass Gudrun von Herkia, einer Magd und früheren Geliebten König Atlis, bei Atli verleumdet wird, ein Verhältnis mit Herzog Dietrich zu haben. Zum Beweis ihrer Unschuld führt Gudrun auf eigenes Verlangen eine Kesselprobe durch, indem sie mit der bloßen Hand Steine aus einem heiligen Kessel mit siedendem Wasser herausholt, den zuvor der „Fürst der südlichen Sachsen“ für diese Probe geweiht hat. Als Gudrun zur Freude Atlis' die Probe besteht, ohne sich zu verbrennen, muss Herkia ihrerseits die Gegenprobe antreten, verbrüht sich den Arm und wird zur Vergeltung für ihre falsche Anklage im Moor hingerichtet.

- Das zwölfte Buch der Könige des persischen Dichters Firdusi († 1020) erzählt die Geschichte des Prinzen Siyawasch, der den Verführungsversuchen der Sudebah, einer der Frauen seines Vaters Kai Kawus, widersteht und daraufhin von ihr der Vergewaltigung beschuldigt wird. Der König glaubt zunächst, durch Beriechen der Kleider der beiden die Unschuld seines Sohnes feststellen zu können, wird aber in seinem Urteil wieder wankend und befiehlt schließlich eine Feuerprobe, die diesmal der Mann und nicht die Frau zu bestehen hat. Hundert Karawanen schaffen das Holz für zwei gewaltige Scheiterhaufen herbei, die mit einem schmalen Durchlass nebeneinander errichtet und von zehn Männern angezündet werden. Siyawasch, mit goldenem Helm gerüstet, weiß gekleidet und wie für ein Begräbnis mit Kampfer gesalbt, besteigt sein schwarzes Ross Shabrang und vermag nach einem Gebet an den göttlichen Richter unversehrt zwischen den beiden Feuern hindurchzureiten. Sudebah wird daraufhin auf Verlangen des Volkes zum Tod durch Hängen verurteilt, aber auf Bitten Siyawasch' begnadigt, der trotzdem die Gunst seines Vaters nicht wieder dauerhaft erringen kann.[9]

- Nach Darstellung der Annalen des Klosters von Winchester (13. Jh.) musste Emma, die Mutter Eduard des Bekenners, sich noch im Jahr 1043, also mit 56 Jahren, in der Kirche des hl. Swithun von Winchester vor ihrem Sohn und dessen Magnaten einer Feuerprobe unterziehen, um sich und Bischof Ælfwine von Winchester von dem Vorwurf einer unzüchtigen Beziehung reinzuwaschen. Hierzu musste sie, so soll es ihr Ankläger Robert von Jumièges gefordert haben, barfuß neun Schritte hintereinander über neun glühende Pflugscharen tun – vier zu ihrer eigenen Reinwaschung und fünf zur Exkulpierung des Bischofs –, und zwar ohne zu straucheln, jeweils mit vollem Fuß auftretend, und ohne die geringste Verbrennung davonzutragen. Mit der Hilfe Gottes und des hl. Swithun, der ihr in der Nacht zuvor beim Gebet erschienen war, soll Emma die Probe so mühelos bestanden haben, dass sie selbst gar nichts davon bemerkte, sondern anschließend fragte, warum man sie denn aus der Kirche herausbringe, ohne dass sie ihre Probe hätte ablegen dürfen.[10] Dem Typ nach handelt es sich um ein auch aus Rechtsquellen bekanntes iudicium vomerum ignitorum (Gottesurteil durch glühende Pflugscharen), wie es unter anderem auch Bestandteil der Legende der heiligen Kunigunde wurde.[11]

- Nach einem Erzählstoff, der u. a. in dem altfranzösischen Fabliau Le manteau mautaillé,[12] der mittelhochdeutschen Versnovelle Der Mantel,[13] verschiedenen Artusromanen[14] und der altnordischen Möttuls saga[15] verarbeitet ist, gibt es einen von Elfen gewebten Mantel, der, wenn er einer unkeuschen Frau umgelegt wird, schrumpft und einen Teil des Körpers oder speziell denjenigen Körperteil entblößt, mit dem die Unkeuschheit verübt wurde. In der Crône Heinrichs von dem Türlin erscheint dieses Motiv abgewandelt als ein Zauberhandschuh, der die Körperteile des Trägers nach dem Grad ihrer Keuschheit unsichtbar macht.[16]

- Zu den Keuschheitsbeweisen im Volksglauben, die das Handbuch des deutschen Aberglaubens verzeichnet, gehört die Fähigkeit, ein erloschenes Licht wieder anblasen oder eine Pflanze auf einem Stein zum Gedeihen bringen zu können.[17]

- Ein vierzehnjähriges Mädchen von der Kaste der Unberührbaren in einem Dorf des indischen Distrikts Nalgonda, das in den Ruf geraten war, mit einem Jungen des Dorfes geschlafen zu haben, wurde laut Presseberichten im Jahr 2005 von sechs Dorfältesten zu einer Keuschheitsprobe verurteilt, bei der sie mit bloßer Hand ein glühendes Eisen berühren oder einen Ring aus einem Kessel mit kochendem Öl herausholen sollte. Die Durchführung soll von der zunächst nur als Zuschauer beteiligten Polizei im letzten Augenblick verhindert worden sein.[18]

## Keuschheitsprobe als Bewährungsprobe

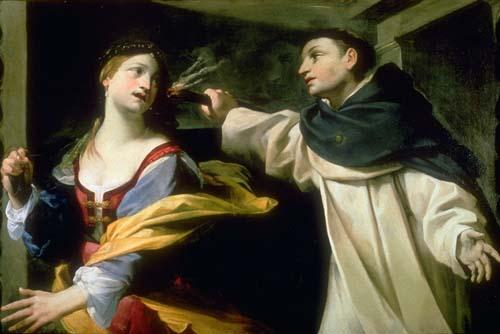
Die Versuchung des hl. Thomas von Aquin, Gemälde von Giovan Francesco Gessi (1588–1649)

Im weiteren Sinn bezeichnet man als Keuschheitsprobe auch einen Sondertyp der Tugend- oder Bewährungsprobe, bei der es nicht um die Wahrheitsfindung über vergangenes Verhalten geht, sondern eine Person einer aktuellen erotischen Versuchung widersteht und dadurch ihre Tugendhaftigkeit oder Treue beweist. Sie ist ein weit verbreitetes Erzählmotiv, das in der christlichen Tradition besonders in den Heiligenleben der Wüstenväter, am bekanntesten in der Versuchung des Heiligen Antonius, und in den Viten anderer Heiliger zu einem vielfach variierten Topos wurde.
Beispiele
- Huon d’Auvergne, Held einer franko-venezianischen Chanson de geste (13. Jh.), gelangt auf der Suche nach dem Eingang zur Hölle am Ufer des Tigris in ein Land der Jugend und Freude, dessen wunderschöne, als Witwe gekleidete Herrscherin ihm ihre Liebe anträgt und ihm verspricht, ihm als Gegenleistung den Eingang zur Hölle zu weisen. Als Huon widersteht und Gottes Hilfe anruft, verwandeln sich die Königin und ihr Gefolge in gehörnte Teufel und das Schloss und seine Einwohner gehen in Flammen auf. Huon findet sich wieder in einem Wald, in dem sein Ross an einen Baum angebunden ist, und kann seine Suche fortsetzen.[19]

- Als Thomas von Aquin gegen den Willen seiner Familie als Novize in den Orden der Dominikaner eingetreten war, ließ ihn sein Vater auf seiner Burg Roccasecca gefangensetzen und soll unter anderem dadurch versucht haben, ihn von seinem Entschluss abzubringen, dass er in das Zimmer, in dem der Sohn eingesperrt war, eine Prostituierte bringen ließ. Thomas widerstand dem Annäherungsversuch, indem er mit bloßer Hand einen brennenden Scheit aus dem Kamin ergriff und drohte, die Besucherin damit zu verbrennen. Als Bestätigung für die bestandene Probe erschienen ihm daraufhin Engel und überreichten ihm als Zeichen seiner Keuschheit einen Gürtel zum Schutz vor weiterer Versuchung. Der Gürtel wurde später im Kloster von Chieri verehrt. Aus diesem Kult entstand die Bruderschaft Militia angelica zur Bewahrung der Keuschheit.[20]

## Unkeusche Handlungen als Keuschheitsprobe
Gegen verschiedene häretische Bewegungen des Mittelalters wie die Brüder des Freien Geistes, die Adamiten und die Luziferaner wurde von Seiten der Kirche der Vorwurf sexueller Ausschweifungen erhoben, dem die Beschuldigten zuweilen mit der Rechtfertigung entgegentraten, dass die inkriminierten Handlungen nicht der Unzucht dienten, sondern im Zustand spiritueller Vollkommenheit und damit ohne Sünde oder auch als Beweis besonderer Keuschheit vorgenommen wurden.

Ein bekannter Fall dieser Art war Gerardo Segarelli, der 1260 in Parma die franziskanisch und joachitisch inspirierte Armutsbewegung der Apostelbrüder und -schwestern ins Leben rief, die später von Fra Dolcino angeführt wurde. Nach der Darstellung des franziskanischen Chronisten Salimbene de Adam, der die anfänglichen Erfolge der Bewegung bei der Bevölkerung und auch bei Anhängern seines eigenen Ordens mit eifersüchtiger Missgunst beobachtete, war Segarelli ein scheinheiliger Narr, der sich unter anderem mit Windeln bekleidet in eine Wiege legte und „Milch aus den Brüsten einer unwissenden Frau saugte“, sich vor allem aber „nackt mit nackten“ Anhängerinnen in dasselbe Bett legte, „um zu prüfen, ob er seine Keuschheit bewahren könne oder nicht“, und auch seinen Anhängern geschlechtlichen und gleichgeschlechtlichen Verkehr gestattete. Bei der in den 1290er Jahren einsetzenden Verfolgung der Sekte durch die Inquisition wurden Verhöre auch über solche Praktiken angestellt, wobei dann etwa Zaccaria di Sant'Agata aus der Gegend von Bologna, der seit 1290 ein Leben als Prediger der Bewegung führte, sich 1299 vor dem Inquisitor zu der Auffassung bekannte,

„… daß ein Mann und eine Frau, die nicht miteinander verheiratet sind, und ebenso ein Mann mit einem Mann oder eine Frau mit einer Frau sich umarmen und gegenseitig unbekleidet an unzüchtigen Stellen und anderen Körperteilen berühren können, und dies ohne Sünde sein könne, […] wenn es im Zustand der Vollkommenheit geschehe.“

## Weiterführende Literatur
- Christine Kasper: Von miesen Rittern und sündhaften Frauen und solchen, die besser waren: Tugend- und Keuschheitsproben in der mittelalterlichen Literatur vornehmlich des deutschen Sprachraums. (= Göppinger Arbeiten zur Germanistik. Band 547). Kümmerle Verlag, Göppingen 1995, ISBN 3-87452-788-3. (zugl. Dissertation Universität Wien 1990)
- Kathleen Coyne Kelly: Performing Virginity and Testing Chastity in the Middle Ages. (= Routledge Research in Medieval Studies. Band 2). Routledge, London 2000, ISBN 0-415-22181-1.
- Giulia Sissa: Le corps virginal: la virginité féminine en Grèce ancienne. (= Études de psychologie et de philosophie. Band 22). Vrin, Paris 1987, ISBN 2-7116-0934-0;
engl. Übersetzung: Greek Virginity. (= Revealing Antiquity. 3). Harvard University Press, Cambridge (Mass.) 1990, ISBN 0-674-36320-5.